# Tatiana Ellinka Blatnik
Tatiana Ellinka Blatnik (sinh ngày 28 tháng 8 năm 1980) là vợ của Nikolaos của Hy Lạp và Đan Mạch – con trai của cựu vương Konstantinos II của Hy Lạp và Anne-Marie của Đan Mạch.

## Thiếu thời
Tatiana Blatnik sinh ngày 28 tháng 8 năm 1980 tại Venezuela nhưng lớn lên ở Thụy Sĩ. Bà có tổ tiên là người gốc người Do Thái sống ở Nga. Cha của bà, Ladislav Vladimir Blatnik (sinh tại Slovenia), qua đời khi bà chỉ mới 6 tuổi; còn mẹ của bà là Marie Blanche Bierlein (sinh ngày 10 tháng 12 năm 1954 tại München, Đức). Cha dượng của bà, Attilio Brillembourg, là chủ của một công ty dịch vụ tài chính ở New York.
Công nương Tatiana và anh trai là Boris Blatnik (sinh ngày 21 tháng 2 năm 1978) đều được sinh ra ở Venezuela. Ông bà ngoại của bà là Ernst Bierlein (sinh ngày 26 tháng 2 năm 1920 tại München) và Nữ Bá tước Ellinka von Einsiedel (sinh ngày 26 tháng 7 năm 1922 tại Würmegg). Công nương Tatiana cũng đồng thời là hậu duệ của Tuyển hầu tước Wilhelm II xứ Hessen.
Công nương Tatiana tốt nghiệp Đại học Georgetown năm 2003 với tấm bằng cử nhân ngành "Xã hội học". Trước khi quyết định dừng công việc để chuẩn bị cho lễ cưới của mình được tổ chức vào tháng 7 năm 2010, bà đang là người tổ chức sự kiện cho nhà thiết kế thời trang Diane von Fürstenberg.

## Hôn nhân
Lễ đính hôn của Hoàng tử Nikolaos của Hy Lạp và Đan Mạch và người tình lâu năm Tatiana Blatnik đã được cơ quan đại diện của cựu vương Konstantinos II của Hy Lạp tại Luân Đôn công bố vào ngày 28 tháng 12 năm 2009. Sau khi kết hôn, Tatiana được ban tước hiệu chính thức là "Tatiana Ellinka Blatnik" cùng với danh hiệu "Royal Highness".
Lễ cưới của họ được tổ chức ngày 25 tháng 8 năm 2010 tại Spetses, Hy Lạp. Quang cảnh lễ cưới đều được giới truyền thông Hy Lạp phát sóng rộng rãi. Toàn bộ Vương thất Đan Mạch (ngoại trừ Quốc vương Frederik X) đã đến Hy Lạp để tham dự lễ cưới. Bên cạnh đó, lễ cưới còn có sự góp mặt của Sofía, Vương hậu Tây Ban Nha cùng với các con, Vương tôn và Vương tôn phi Michael xứ Kent cùng với con gái là Tiểu thư Gabriella Windsor, các thành viên trẻ của Vương thất Thụy Điển, Thái tử Haakon của Na Uy, Thân vương xứ Oranje và Vương phi Máxima của Hà Lan. Tại lễ cưới, cô dâu xuất hiện với bộ lễ phục của nhà thiết kế Angel Sanchez.